# ARD (Tyskland)

Logotyp för ARD, sedan december 2019

Karta över de olika stationernas områden.

ARD, förkortning för Arbeitsgemeinschaft der öffentlich-rechtlichen Rundfunkanstalten der Bundesrepublik Deutschland, är en samarbetsorganisation mellan de offentliga regionala rundradiostationerna i Tyskland.
Organisationen bildades 1950 i Västtyskland. Sedan 1952 är ARD medlem i den Europeiska Radio- och TV-unionen (EBU). 
ARD har sitt säte i Frankfurt am Main.

## Historia
ARD skapades 5 augusti 1950 av de då sex regionala stationerna BR, HR, Radio Bremen, SDR, SWF och NWDR (senare delat i WDR och NDR). RIAS i Västberlin var med och hade en rådgivande röst. 
ARD:s organisation är gjord för att säkerställa varje stations självständighet. Sedan 31 oktober 1954 sänder ARD en nationell tv-kanal, sedan 1993 kallad Das Erste. 
1959 hade antalet medlemmar blivit nio via delningen av NWDR och grundandet av SFB och SR. Under namnet Deutsches Fernsehen sänder man rikstäckande gemensamma TV-program. 
1962 tillkom Deutsche Welle (DW) och Deutschlandfunk i organisationen. 1992 följde efter den tyska återföreningen MDR och ORB som nya medlemmar. 
1994 skedde en omorganisation när RIAS gick upp i Deutschlandradio, som började drivas tillsammans med ZDF och som därmed lämnade ARD:s organisation. 1998 gick SDR och SWF samman till SWR, och 2003 skapades RBB genom sammanslagningen av ORB och SFB. 
Degeto ingår i ARD.

## Organisation
ARD är ett frivilligt förbund av nio tyska radio- och TV-stationer. Förbundet (Arbeitsgemeinschaft) grundades 1950 via ett fördrag, Rundfunkstaatsvertrag, där arbetet och organisation slås fast. ARD har en medlemsförsamling som styrelse jämfört med ZDF som har ett programråd (ZDF-Fernsehrat). Församlingen äger rum via arbetssittningar där medlemmarnas representanter deltar. För varje år väljs en av medlemmarna att styra ARD.

## Medlemsföretag
År 2005 bestod organisationen av följande företag:
- Bayerischer Rundfunk (BR; Bayerska rundradion)
- Hessischer Rundfunk (HR; Hessiska rundradion)
- Mitteldeutscher Rundfunk (MDR; Mellantyska rundradion)
- Norddeutscher Rundfunk (NDR; Nordtyska rundradion)
- Radio Bremen (RB)
- Rundfunk Berlin-Brandenburg (RBB; Rundradio Berlin-Brandenburg)
- Saarländischer Rundfunk (SR; Saarländska rundradion)
- Südwestrundfunk (SWR; Sydvästrundradio)
- Westdeutscher Rundfunk (WDR; Västtyska rundradion)

### Andra kanaler
Kanaler som ARD är med och driver.
- 3sat (tillsammans med ZDF, SRG och ORF)
- KI.KA (tillsammans med ZDF)
- Phoenix (tillsammans med ZDF)
- FUNK (tillsammans med ZDF)
- Arte (tillsammans med ZDF och ARTE France)